# Srđan Radonjić
Srđan Radonjić (Titograd, 1981. május 8. –) montenegrói labdarúgó, csatár. Jelenleg a Lucs-Enyergija Vlagyivosztok játékosa.

## Sikerei, díjai
2006-ban a Partizan Belgrád játékosaként lett a Szerbia és Montenegró-i bajnokság gólkirálya.